# 容啟兆
容啟兆（1898年—1970年），著名教育家、化學家。廣東省珠海市南屏人。容星橋之子、容啟東之兄。1919年畢業於清華大學。1924年獲美國弗吉尼亞大學哲學博士。返國後，歷任上海光華大學化學系教授、理學院院長、副校長等職。1936年柏林奧運會及1948年倫敦奧運會，擔任中華民國國家足球隊領隊。1958年，受聘為香港浸會書院（今香港浸會大學）化學系教授兼理學院院長。1970年12月2日，在加拿大逝世。